# Volvo PV51
La Volvo PV51 è una autovettura introdotta dalla casa automobilistica svedese Volvo nel 1936 e rimasta in produzione fino alla fine della seconda guerra mondiale, nel 1945.

## Il contesto
La PV51 era la berlina più piccola prodotta dalla Volvo all'epoca. L'estremità posteriore della carrozzeria era simile alla Volvo Carioca, ma la parte anteriore era nuova e l'interno era semplificato, per ridurre i costi. 
All'inizio del 1937 fu introdotto la variante di lusso PV52, che aveva alette parasole, doppi tergicristalli, un orologio, il riscaldamento e i braccioli su tutte e quattro le portiere.
Nel marzo 1938 furono introdotte le versioni Special, che avevano la ruota di scorta spostata nel portellone e un bagagliaio più ampio.
Nell'autunno del 1938 le PV51 e PV52 vennero sostituite dalle PV53 e PV56. Queste vetture avevano un nuovo frontale, sospensioni e sterzo modificati, interni e cruscotto rivisti.
Dopo lo scoppio della seconda guerra mondiale la produzione continuò, per fornire vetture da trasporto alle forze armate svedesi.
Venne sostituita nel 1946 dalla Volvo PV60.